# أرباب (درونغر)
أرباب (بالفارسية: ارباب) هي قرية تقع في إيران في قسم درونغر الريفي. يقدر عدد سكانها بـ 98 نسمة بحسب إحصاء 2016.